# جوش هاريس (لاعب كرة قدم أمريكية)
جوش هاريس (بالإنجليزية: Josh Harris)‏ هو لاعب كرة قدم أمريكية أمريكي، ولد في 27 أبريل 1989 في كارولتون في الولايات المتحدة.

## وصلات خارجية
- جوش هاريس (لاعب كرة قدم أمريكية) على موقع مرجع كرة القدم المحترفة.كوم (الإنجليزية)